# Bratslav (ville)
Pour les articles homonymes, voir Bratslav.
Ne doit pas être confondu avec Bratislava ou Breslau.
Bratslav (en ukrainien, russe : Брацлав ; et en polonais : Bracław) est une commune urbaine de l'oblast de Vinnytsia, en Ukraine. Sa population s'élevait à 5 635 habitants en 2014.
Bratslav est la capitale historique de la Podolie.

## Géographie
Bratslav est arrosée par le Boug méridional et se trouve à 17 km au sud-est de Nemyriv, à 55 km au sud-est de Vinnytsia et à 211 km au sud-ouest de Kiev.

## Histoire
Pour un article plus général, voir Podolie.
La ville est citée au XIIe siècle sous le nom de l'Apôtre Pierre.
La ville était le chef-lieu de la Voïvodie de Bracław.

## Population
Recensements (*) ou estimations de la population :
| 1897* | 1923* | 1926* | 1939* | 1959* | 1970* |
| ----- | ----- | ----- | ----- | ----- | ----- |
| 7 863 | 5 571 | 7 791 | 3 974 | 3 964 | 4 359 |

| 1979* | 1989* | 2001* | 2012  | 2013  | 2014  |
| ----- | ----- | ----- | ----- | ----- | ----- |
| 6 622 | 6 386 | 6 044 | 5 631 | 5 681 | 5 635 |

## Personnalités
- Ivan Bohun (1618-1664) chef cosaque.
- Nahman de Bratslav (1772-1810), rabbin, fondateur de la dynastie hassidique de Bratslav.
- Constantin Belinsky (1904-1999), affichiste français